# Rarestonebowie
Rarestonebowie es un álbum recopilatorio del músico británico David Bowie. Este lanzamiento fue uno en la serie de lanzamientos a mediados de los 90s por MainMan, la antigua compañía de administración de Bowie durante los 70s (otros fueron Santa Monica '72 y People from Bad Homes). Todos estos álbumes fueron publicados sin la aprobación de Bowie y actualmente están agotados.

## Lista de canciones
| Edición estándar |                                                                |          |  |
| N.º              | Título                                                         | Duración |  |
| 1.               | «All the Young Dudes» (versión de estudio, 1973)               | 4:10     |  |
| 2.               | «Queen Bitch» (interpretada en el Nassau Coliseum, 1976)       | 3:15     |  |
| 3.               | «Sound and Vision» (interpretada en el Earl's Court, 1978)     | 3:24     |  |
| 4.               | «Time» (interpretada en el 1980 Floor show Marquee Club, 1973) | 5:12     |  |
| 5.               | «Be My Wife» (interpretada en el Earl's Court, 1978)           | 2:44     |  |
| 6.               | «Footstompin'» (interpretada en el Dick Cavett Show, 1974)     | 3:24     |  |
| 7.               | «Ziggy Stardust» (interpretada en Santa Mónica, 1972)          | 3:21     |  |
| 8.               | «My Death» (interpretada en el Carnegie Hall, 1972)            | 5:49     |  |
| 9.               | «I Feel Free» (interpretada en el Kingston Polytechnic, 1972)  | 5:23     |  |

| Bonus tracks: Live at Santa Monica '72 |                           |          |  |
| N.º                                    | Título                    | Duración |  |
| 10.                                    | «Hang On to Yourself»     | 2:52     |  |
| 11.                                    | «Changes»                 | 3:32     |  |
| 12.                                    | «I'm Waiting for the Man» | 5:50     |  |
| 13.                                    | «The Jean Genie»          | 4:22     |  |
| 14.                                    | «Suffragette City»        | 4:25     |  |
| 15.                                    | «Rock 'n' Roll Suicide»   | 3:19     |  |